# Горнолеворечки езера
Горнолеворечките езера са група от 5 езера в Централния дял на Рила, разположени във водосбора на Горна Лева река (десен приток на Леви Искър) между ридовете Маринковица на юг и Йозола на изток.
Най-голямо от всичките е Голямото Горнолеворечко езеро, разположено северозападно от връх Маринковица (2636 m), на 42°09′15″ с. ш. 23°28′31″ и. д. / 42.154167° с. ш. 23.475278° и. д. и 2352 m н.в. То има площ от 27 дка и е с размери 260 m дължина и 120 m ширина. Останалите четири езера са малки с обща площ от 5 дка. Те се намират западно и северозападно от най-голямото и са наредени почти в права линия от юг на север, стъпаловидно, на 2492 m, 2490 m, 2420 m и 2346 m. Всички те се оттичат чрез малък поток, който се влива отляво в Горна Лева река (десен приток на река Леви Искър). От изток в него се влива потокът изтичащ от най-голямото езеро.